# مايكل ستويانوف
مايكل ستويانوف (بالإنجليزية: Michael Stoyanov)‏ هو كاتب سيناريو وممثل أمريكي، ولد في 14 ديسمبر 1970 بشيكاغو في الولايات المتحدة.

## وصلات خارجية
- مايكل ستويانوف على موقع IMDb (الإنجليزية)
- مايكل ستويانوف على موقع ألو سيني (الفرنسية)
- مايكل ستويانوف على موقع أول موفي (الإنجليزية)
- مايكل ستويانوف على موقع قاعدة بيانات الأفلام السويدية (السويدية)
- مايكل ستويانوف على موقع قاعدة بيانات الفيلم (الإنجليزية)
- مايكل ستويانوف على موقع كينوبويسك (الروسية)